# Dinogetia
Dinogetia a fost o așezare geto-dacică, apoi fortăreață romană, menționată de Ptolemeu (Geogr., III, 8, 2, 10, 1) pe malul stâng al Dunării, la vărsarea Siretului (pe teritoriul actualei localități Garvăn, județul Tulcea, la 11 km de orașul Galați) și la aproximativ 20 de kilometri de orașul Măcin. It. Ant. (225, 5) o atestă pe malul drept, între Arrubium și Noviodunum. Se pare că la început Dinogetia romană a fost în stânga Dunării, la Barboși, iar de la începutul sec. IV d.C. s-a strămutat pe popina de la „Bisericuța” (Garvăn), unde a dăinuit până la sfârșitul sec. VI.
Localitatea mai este amintită de Not. Dign. (Or., XXXIX, 24) și de Geogr. Rav. (IV, 1, 17). Săpăturile arheologice începute de Gh. Ștefan în 1939 și continuate din 1949 de un colectiv, au descoperit aproape în întregime incinta cetății refăcută, cel mai probabil, în timpul lui Dioclețian.
S-au găsit mai multe cărămizi cu ștampila legiunii I Iovia Scythica și în apropierea cetății, un cuptor de ars țiglă datat cu monede de la Dioclețian și Maximian. Cărămizi cu ștampila legiunii a V-a Macedonica, Cohorta I Cilicum, Cohorta a II-a Mattiacorum și Classis Flavia Moesica, numeroase fragmente ceramice și monede din sec. I — III d.C. confirmă existența unei fortărețe romane la „Bisericuța” și înainte de Dioclețian, dar ruinele ei n-au fost identificate.
În sec. IV au fost înălțate în interiorul cetății refăcute de Dioclețian mai multe construcții, dintre care au fost dezvelite prin săpături arheologice ruinele presupusului „praetorium”, ale unei basilici, ale casei („domus”) unui aristocrat ș.a., iar în exterior, la cca 100 m NE de incintă, în marginea gârlei Lățimea, ruinele unor terme. Cetatea, împreună cu bazilica și alte clădiri din interior, au fost refăcute în timpul lui Anastasius și Iustinian.
Un număr destul de mare de cărămizi, unele descoperite în pavajul superior al bazilicii, poartă ștampila cu numele împăratului Anastasius, câteodată însoțit de numele Altina, de unde foarte probabil erau aduse. Pe o balanță de bronz se află înscris numele lui Flavios Gerontios, prefect al Constantinopolului în timpul lui Iustinian (nume care a mai fost întâlnit pe un general de la Sucidava, Celei).
Cetatea a fost distrusă prin foc în timpul marei invazii a kutrigurilor lui Zabergan (559), după care și-a revenit cu greu, încetându-și existența în ultimul deceniu al sec. VI, sub Mauriciu Tiberiu. Incinta cetății romane, abandonată în sec. VII, a fost refolosită începând cu sfârșitul sec. X, odată cu refacerea unor ziduri în timpul revenirii autorității bizantine la Dunăre.
După victoria de la Dorostolon (971), a lui Ioan Tzimiskes asupra lui Sviatoslav, cneazul Kievului, a luat ființă o așezare feudală timpurie care a dăinuit până în a doua jumătate a sec. XII. Azi „Bisericuța”, Garvăn, jud. Tulcea. Gh. Ștefan și colab., Dinogetia, I, București, 1967 (cu bibl. mai veche); I. Barnea, Dinogetia, București, 1969.

## PerioadaGumelnița
The Gumelnița Culture in Northern Dobrudja, by Cristian Micu

## Descoperiri
Obiecte care provin fie de la varegi rusi, fie de la scandinavi, printre care amintim o limbă de curea.
Pieptene decorat cu figuri de cal, având probabil origine vizigotă.
http://www.komunikacija.org.yu/komunikacija/casopisi/starinar/XLIX_ns/d21/document Arhivat în 29 iulie 2003, la Wayback Machine.
În urmă cu mai bine de trei decenii, lângă zidurile cetății (în zona așa-zis „civilă”) a fost descoperit unul dintre cele mai ciudate cimitire de pe teritoriul României în care erau sute de vase cu căpățâni de om în ele.

## Dinogetia astăzi
Locatia sitului este: Garvăn, com. Jijila, jud. Tulcea [Dinogetia]
Cod sitului arheologic este: 160635.03 cimec.ro
Responsabili: Colectiv: Alexandru Barnea - responsabil (IAB, FIB); Cristian Olariu (FIB)
http://www.cimec.ro/Arheologie/CronicaCA2001/rapoarte/066_Garvan.htm

## Galerie de imagini

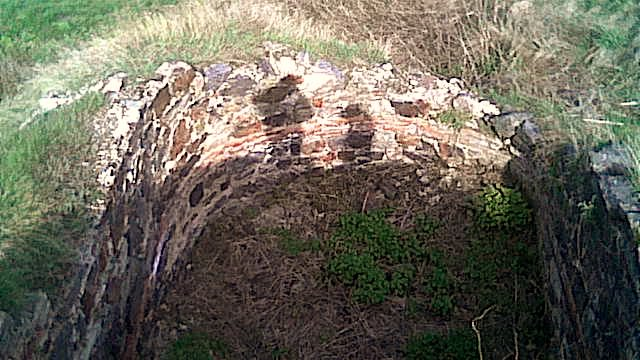
Turn decopertat
Dinogetia (conturul zidurilor)
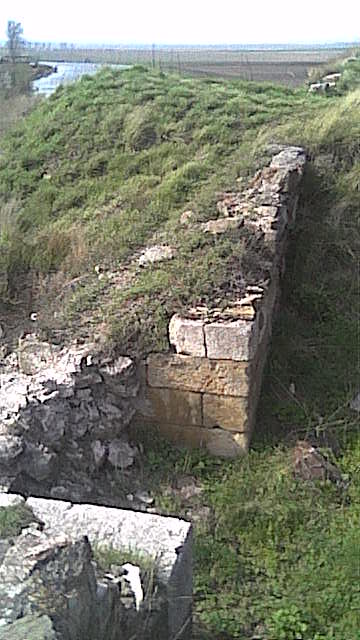
Dinogetia (zid roman)
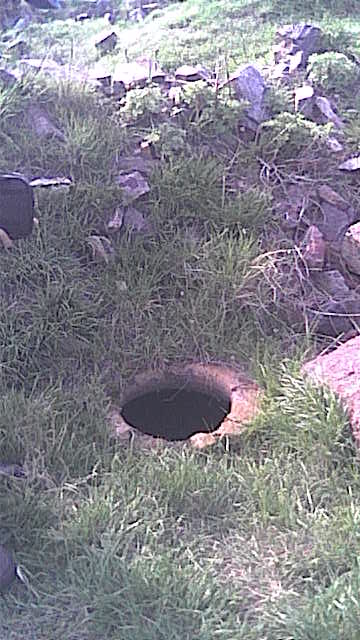
Dinogetia (amfore pentru stocarea grânelor)
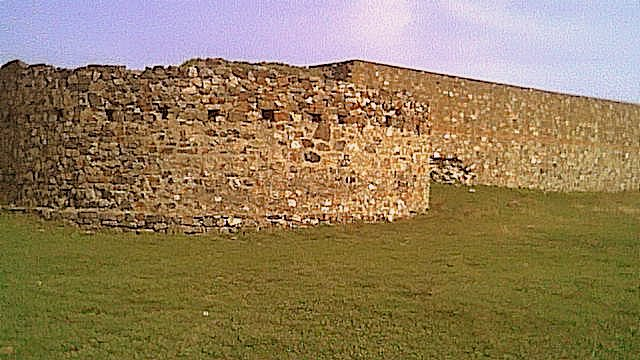
Dinogetia (turn)
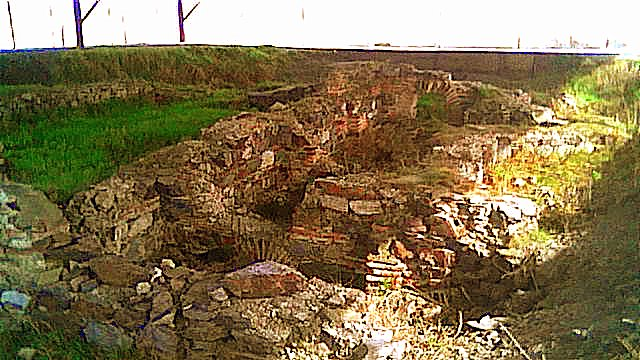
Dinogetia (termele)
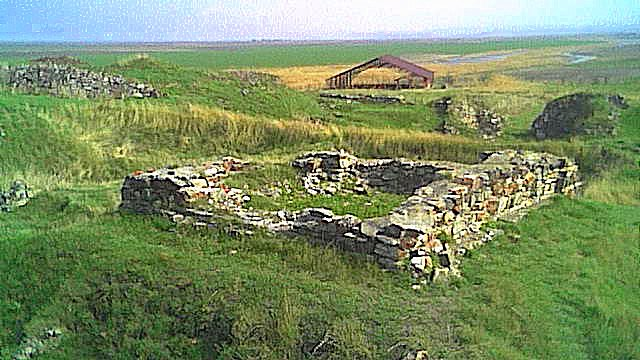
Resturile bisericii creștine din secolul IX